# Агафон

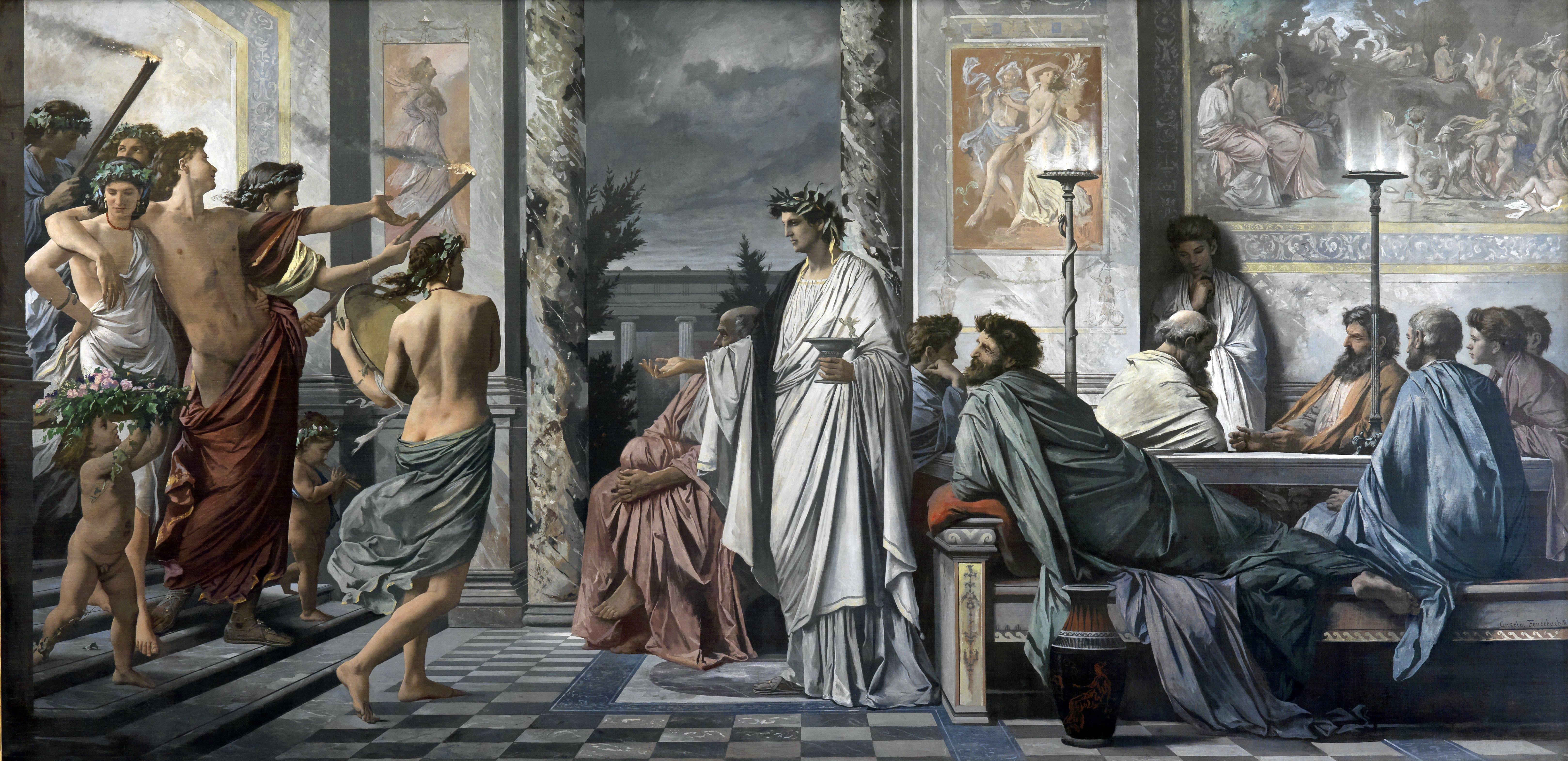
Агафон запрошує Алківіада у свій дім, фрагмент «Симпосіуму Платона», Ансельм Фейербах

Агато́н, також Агафо́н (грец. Αγάθων, 446-401 до н. е.) — афінський трагічний поет, молодший сучасник Евріпіда.
Хорові партії трагедії він перетворив на вокальні інтермедії, не пов'язані зі змістом твору — свого роду музичний дивертисмент між окремими актами драми. Намагався звільнити трагедію від зв'язку з міфологією, пишучи п'єси на вигадані сюжети з вигаданими особами. Від творів Агатона збереглись лише незначні уривки.
Народився в 446 р. до н. е., переселився в 408 р. в Пеллу, де царював Архелай. Відрізнявся красою, багатством та вишуканістю манер, був найкращим грецьким трагіком після Есхіла, Софокла та Евріпіда.
Віланд зробив його першим героєм роману «Агатон» (Geschichte des Agathon, 1766), започаткувавши тим самим жанр німецького роману виховання.